# Phylloscopus budongoensis
Phylloscopus budongoensis là một loài chim trong họ Phylloscopidae.